# Perry Lopez (Musiker)
Perry Lopez, eigentlich Perfecto Macabata Lopez, (* 10. Februar 1924 in  Philadelphia, Pennsylvania) ist ein US-amerikanischer Jazzgitarrist des Swing.

## Leben
Er lernte zunächst Mandoline und war ab den 1940er Jahren in Philadelphia als Musiker aktiv. Er spielte bei Freddie Slack, Rocky Coluccio und in New York City mit Buddy DeFranco, Billy Taylor, Ellis Larkins, Johnny Smith und 1954 mit Pete Rugolo. 1955 spielte er im Benny Goodman Oktett. Er spielte in Broadway-Orchestern und im eigenen Trio.
Lopez nahm unter anderem mit Johnny Glasel, Leon Merian und Charlie Ventura auf. Er arbeitete 1960 mit Al Haig zusammen.
Die Jazz-Diskografie von Tom Lord verzeichnet zehn Aufnahme-Sessions von 1954 bis 1960.

## Lexikalischer Eintrag
- Carlo Bohländer, Karl Heinz Holler, Christian Pfarr: Reclams Jazzführer. 3., neubearbeitete und erweiterte Auflage. Reclam, Stuttgart 1989, ISBN 3-15-010355-X.